# Götene (đô thị)
Đô thị Götene (Götene kommun) là một đô thị ở hạt Västra Götaland phía tây Thụy Điển. Thủ phủ là thị xã Götene.
Khi đạo luật về chính quyền địa phương của Thụy Điển có hiệu lực năm1863, 20 đơn vị đô thị nông nghiệp (mỗi đơn vị ứng với một giáo khu) của Giáo hội Thụy Điển) đã được thành lập ở khu vực này. Cuộc cải cách đô thị năm 1952 đã hợp nhất các đơn vị này thành 3 đơn vị mới lớn hơn. Các đơn vị này lại được hợp nhất năm 1967 để tạo lập đô thị hiện nay. Đô thị này có núi Kinnekulle cao 306 m và một nhà thờ cổ ở làng Husaby.

## Các trung tâm dân cư
Số liệu dân số lấy từ Cục thống kê Thụy Điển.
- Götene (thủ phủ), 4.600
- Källby, 1.500
- Lundsbrunn, 900
- Hällekis, 700